# Podvysoká
Podvysoká (Hongaars: Határújfalu) is een Slowaakse gemeente in de regio Žilina, en maakt deel uit van het district Čadca.
Podvysoká telt 1.309 inwoners.